# Есенгалиев, Бирлес Идиятович
Бирлес Идиятович Есенгалиев (род. 12 февраля 1983 года) — казахстанский самбист, неоднократный призёр чемпионатов мира.

## Карьера
На чемпионате мира 2003 года в Санкт-Петербурге завоевал «бронзу» в категории до 52 кг. Вторую бронзовую награду он завоевал в следующем году на чемпионате мира в Кишинёве.
На чемпионате мира 2006 года в Софии стал вторым, уступив россиянину Денису Черенцову.

## Тренерская карьера
Старший тренер сборной Западно-Казахстанской области среди юниоров и юношей.